# Phantom Anthem
Phantom Anthem is het achtste studioalbum van de Amerikaanse metalcoreband August Burns Red. Het album piekte op een 19e plaats in de Billboard 200 en in de eerste week na het uitbrengen werden er 19.000 album-equivalent units verkocht, waarvan 17.000 traditionele albums.
Het nummer Invisible Enemy ontving een Grammy-nominatie voor Best Metal Performance.

## Nummers
| 1.                 | King of Sorrow         | 4:05 |
| 2.                 | Hero of the Half Truth | 5:03 |
| 3.                 | The Frost              | 4:46 |
| 4.                 | Lifeline               | 5:34 |
| 5.                 | Invisible Enemy        | 4:37 |
| 6.                 | Quake                  | 4:08 |
| 7.                 | Coordinates            | 5:11 |
| 8.                 | Generations            | 6:00 |
| 9.                 | Float                  | 4:15 |
| 10.                | Dangerous              | 4:23 |
| 11.                | Carbon Copy            | 5:39 |
| Totale duur: 53:47 |                        |      |

## Formatie
- Jake Luhrs – leidende vocalen
- JB Brubaker – leidende gitaar
- Brent Rambler – slaggitaar
- Dustin Davidson – bas, achtergrondvocalen
- Matt Greiner – drums, piano